# Lago Cainji
Cainji (Kainji) é o reservatório no rio Níger, na Nigéria, formado pela barragem de Cainji, na fronteira entre os estados de Níger e Quebi. Foi criado em 1968 e abrange uma área de 1 300 quilômetros quadrados e cujas águas são utilizadas à pesca e irrigação. Submergiu a ilha Foge, a cidade de Bussa e outros assentamentos ribeirinhos e a porção mais antiga da cidade de Ielua, causando o deslocamento de ca. 50 000 pessoas dos grupos rexes (gunguncis, gungauas), bussas (bussauas, bussangis), camberris, nupés, lopauas e laros. A maioria deles ainda habita as cercanias do lago nas chamadas "Aldeias de Reassentamento" do governo, dentre elas Nova Bussa.